# Ийё
Ийё (фр. Ilheu, окс. Ilhèu) — коммуна во Франции, находится в регионе Юг — Пиренеи. Департамент — Верхние Пиренеи. Входит в состав кантона Молеон-Барус. Округ коммуны — Баньер-де-Бигор.
Код INSEE коммуны — 65229.

## География

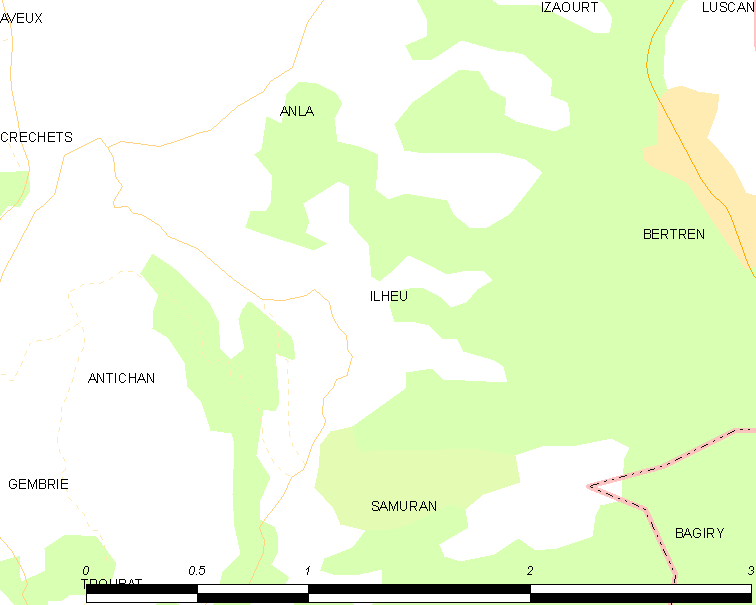
Карта коммуны

Коммуна расположена приблизительно в 670 км к югу от Парижа, в 100 км юго-западнее Тулузы, в 50 км к юго-востоку от Тарба.
По территории коммуны протекают реки Урс и Пике (фр. Piqué).

## Климат
Климат умеренно-океанический с солнечной тёплой погодой и обильными осадками на протяжении практически всего года.

## Население
Население коммуны на 2010 год составляло 37 человек.
| 1962 | 1968 | 1975 | 1982 | 1990 | 1999 | 2010 |
| ---- | ---- | ---- | ---- | ---- | ---- | ---- |
| 36   | 33   | 31   | 23   | 19   | 39   | 37   |

## Администрация
| Период | Период | Фамилия   | Партия | Примечания |
| ------ | ------ | --------- | ------ | ---------- |
| 2001   | 2020   | Дидье Тре |        |            |

## Экономика
В 2010 году среди 27 человек трудоспособного возраста (15-64 лет) 18 были экономически активными, 9 — неактивными (показатель активности — 66,7 %, в 1999 году было 61,5 %). Из 18 активных жителей работали 14 человек (10 мужчин и 4 женщины), безработных было 4 (2 мужчин и 2 женщины). Среди 9 неактивных 0 человек были учениками или студентами, 4 — пенсионерами, 5 были неактивными по другим причинам.